# Штыгашев, Иван Матвеевич
Иван (Иоанн) Матвеевич Штыгашев (1861, Матур, Кузнецкий округ, Томская губерния, Российская империя — 13 ноября 1915 года, Матур, Минусинский округ, Енисейская губерния, Российская империя) — первый шорский писатель, миссионер, переводчик, учитель, священник.

## Биография
Родился в семье матурского шорца Матвея Штыгашева, первым отправившего своих сыновей обучаться грамоте. В 1877 году стал учиться в церковно-приходской школе в селе Кузедеево Кузнецкого округа. Там преподавал известный лингвист, тюрколог, протоиерей Василий Иванович Вербицкий, оказавший большое влияние на формирование мировоззрения Штыгашева, изучение им южно-сибирских языков: алтайского, хакасского, шорского. После окончания поступил в Улалинское центральное миссионерское училище, затем в Казанскую инородческую учительскую семинарию.
В 1884 году появляются «Записки алтайца о его путешествии в Киев, Москву и её окрестности» — первое литературное произведение шорского народа. В 1885 году в Казани вышла его книга «Поступление в училище и продолжение учения шорца (алтайца) Ивана Матвеевича Штыгашева». В том же году он принял участие в издании «Шорского букваря для инородцев восточной половины Кузнецкого округа» и «Словаря алтайского и аладагского наречий шорского языка». Видный миссионер, тюрколог Николай Иванович Ильминский привлёк его к переводческой деятельности. Результатом впоследствии стала «Священная история на шорском наречии…».
В 1889 году его назначили диаконом в Кондомский стан Алтайской духовной миссии, через год он стал священником Кондомской Богоявленской церкви. Открыл несколько школ, где обучение велось на шорском языке, изучались русский и церковно-славянский языки. В 1899 году был награждён орденом Святой Анны третьей степени. В 1902 году его наградили скуфьею, в 1904 году получил благословение Святейшего Синода с вручением ставленой грамоты.
Вернувшись в Матур в 1905 году стал учителем миссионерской школы, где обучал детей грамоте, арифметике, «Закону Божьему» на русском и шорском языках. Занимался строительством новой церкви, которая была освящена 24 июня 1913 года. Для сегодняшнего поколения он является образцом укрепления межнациональных связей между шорцами, хакасами и алтайцами, формирования у них духовных ценностей.
Скончался 13(26) ноября 1915 года.